# Bissetia (Neckeraceae)
Bissetia là một chi rêu trong họ Neckeraceae.

## Các loài
- Bissetia lingulata (Mitt.) Broth., 1906